# Otitesella africana
Otitesella africana är en stekelart som beskrevs av Grandi 1922. Otitesella africana ingår i släktet Otitesella och familjen fikonsteklar.
Artens utbredningsområde är Guinea. Inga underarter finns listade i Catalogue of Life.